# Rhopalosyrphus guentherii
Rhopalosyrphus guentherii är en tvåvingeart som först beskrevs av Lynch Arribalzaga 1891.  Rhopalosyrphus guentherii ingår i släktet Rhopalosyrphus och familjen blomflugor. Inga underarter finns listade i Catalogue of Life.